# Platyzosteria castanea
Platyzosteria castanea är en kackerlacksart som beskrevs av Brunner von Wattenwyl 1865. Platyzosteria castanea ingår i släktet Platyzosteria och familjen storkackerlackor. Inga underarter finns listade i Catalogue of Life.